# Émilie Gavaudan
Pour les articles homonymes, voir Gavaudan.
Marie Rosalie (dite Émilie) Gavaudan, née à Nîmes (Gard) ca 1760 et décédée à Paris le 30 avril 1845 
, est une artiste lyrique française.

## Biographie
Émilie  Gavaudan est la fille de Denis Gavaudan et de Catherine Calmen, membre de la « tribu chantante» des Gavaudan qui a émergé dans le milieu lyrique et théâtral parisien entre la fin du XVIIIe siècle et le début du XIXe siècle. Elle est notamment sœur d’Anne-Marie-Jeanne et d'Adélaïde, chanteuses de l’Académie Royale de Musique, et de Jean-Baptiste-Sauveur, vedette de l'Opéra-Comique,.
En 1780, elle est engagée avec sa sœur Adélaïde, par Madame Donvilliers, du théâtre des Petits Comédiens de la Muette.
Elle rejoint l'Opéra en 1787. Après avoir tenu des rôles de coryphée,, elle est limitée à partir de 1792 au statut de simple choriste,. Elle quitte l’Opéra après la Révolution et entre dans les chœurs du théâtre Feydeau dès 1796, et, après le fusionnement de cette troupe avec celle de la Salle Favart en 1802, de la nouvelle Opéra-Comique.
Elle repose au cimetière du Père-Lachaise (division 11) auprès de son époux le ténor et compositeur Pierre Gaveaux.

## Rôles
Ayant presque toujours simplement fait partie des choeurs, il ne semble pas qu'elle ait créé des rôles importants aux premières des opéras. À l'époque du Théâtre Feydeau elle apparaît parfois dans les colonnes théâtrales des journaux, mais seulement en tant que remplaçante pour de petits rôles,.
Son nom figure sur les livrets originaux des œuvres suivantes :
- 1787 :Tarare, tragédie lyrique en cinq actes, avec un prologue, d'Antonio Salieri, sur un livret en français de Pierre-Augustin Caron de Beaumarchais, créée le 8 juin 1787 a l'Opéra de Paris, où elle est mentionnée comme coriphée [lire en ligne];
- 1797 : Médée, opéra-comique en trois actes de Luigi Cherubini sur un livret en français de François-Benoît Hoffman, créé le 13 mars 1797 au théâtre Feydeau, rôle d'une confidente de Dircé [lire en ligne].